# V437 Андромеды
V437 Андромеды (лат. V437 Andromedae) — одиночная переменная звезда в созвездии Андромеды на расстоянии (вычисленном из значения параллакса) приблизительно 3374 световых лет (около 1034 парсеков) от Солнца. Видимая звёздная величина звезды — от +11,9m до +11m.

## Характеристики
V437 Андромеды — красная пульсирующая медленная неправильная переменная звезда (LB) спектрального класса M7. Эффективная температура — около 3296 K.